# آلیس درامند
آلیس درامند (انگلیسی: Alice Drummond؛ زادهٔ ۲۱ مهٔ ۱۹۲۸ – درگذشته ۳۰ نوامبر ۲۰۱۶) یک هنرپیشه، و بازیگر سینما اهل ایالات متحده آمریکا بود.

## گزیده فیلمشناسی
از فیلم‌ها یا برنامه‌های تلویزیونی که وی در آن نقش داشته‌است می‌توان به آثار زیر اشاره کرد.
- دزدی‌ها (فیلم ۱۹۷۷) (۱۹۷۷)
- بهترین فاحشه‌خانه کوچک در تگزاس (فیلم) (۱۹۸۲)
- شکارچیان روح (۱۹۸۴)
- ازنفس‌افتاده (فیلم ۱۹۸۸) (۱۹۸۸)
- بیداری‌ها (فیلم) (۱۹۹۰)
- ایس ونچورا: کارآگاه حیوانات (۱۹۹۴)
- هیچ‌کس احمق نیست (فیلم ۱۹۹۴) (۱۹۹۴)
- ضریب هوشی (فیلم) (۱۹۹۴)
- به وانگ فو، با تشکر برای همه چیز! جولی نیومر (۱۹۹۵)
- تا تو بودی (۱۹۹۷)
- فقط بلیط (۱۹۹۸)
- نامه عاشقانه (فیلم ۱۹۹۹) (۱۹۹۹)
- تکه‌های آوریل (۲۰۰۳)
- خانه دی (۲۰۰۴)
- بخش‌گویی، نیویورک (۲۰۰۸)
- تردید (فیلم ۲۰۰۸) (۲۰۰۸)
- مادری (فیلم ۲۰۰۹) (۲۰۰۹)
- پس از زندگی (۲۰۰۹)
- انتقام خزدار (۲۰۱۰)
- سایه‌های تاریک (۱۹۶۷)
- ایکوالایزر (مجموعه تلویزیونی) (۱۹۸۶)
- بوستون لیگال (۲۰۰۵)